# São João Batista do Glória
São João Batista do Glória là một đô thị thuộc bang Minas Gerais, Brasil. Đô thị này có diện tích 553,346 km², dân số năm 2007 là 6828 người, mật độ 12,6 người/km².